# 西宮市立西宮支援学校
西宮市立西宮支援学校（にしのみやしりつにしのみやしえんがっこう）は、兵庫県西宮市にある公立の特別支援学校。肢体不自由児童・生徒を教育対象とする。

## 設置学部
- 小学部
- 中学部
- 高等部

## 歴史
公式サイト「学校の概要」による。

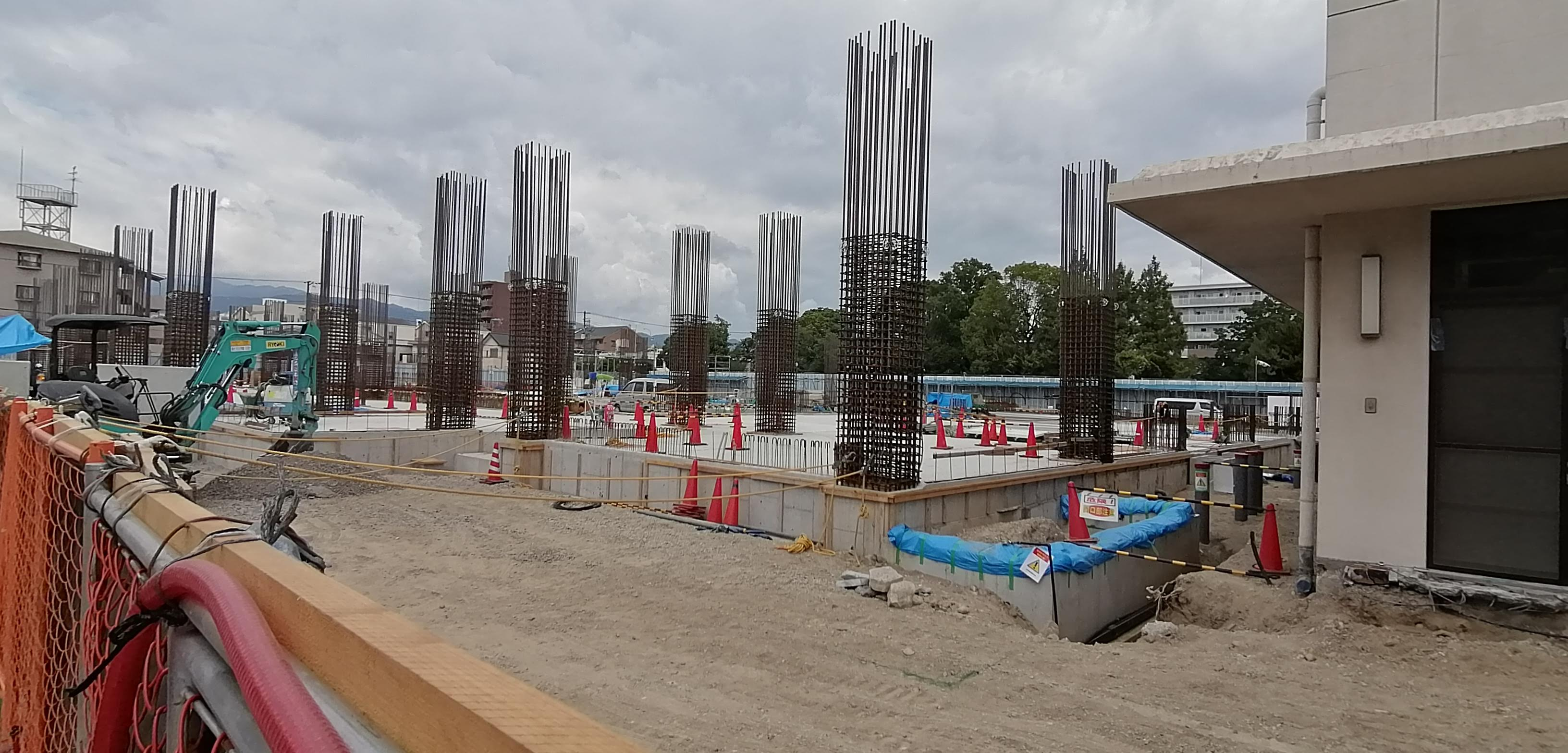
養護学校の改築現場

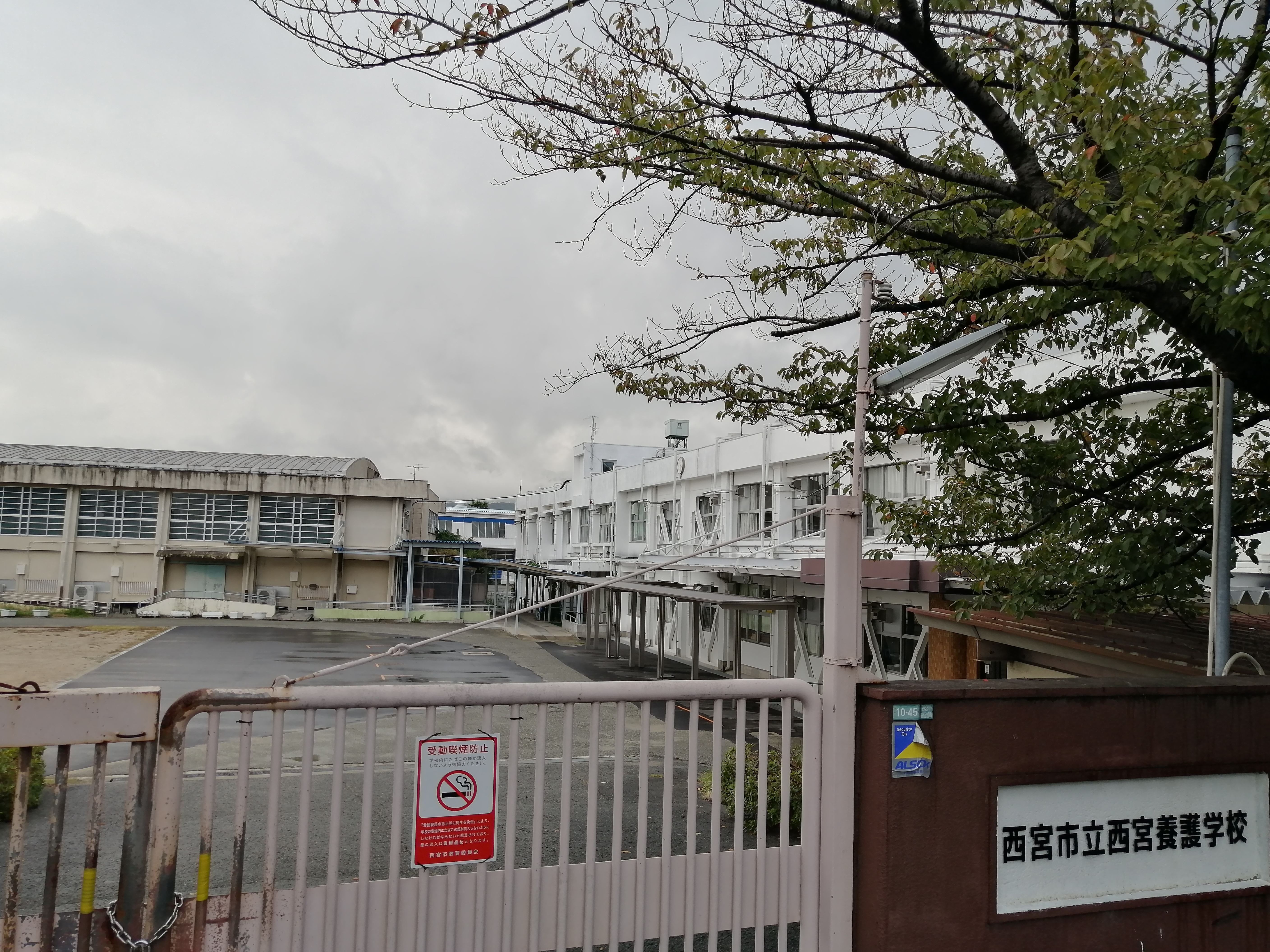
西宮市立西宮養護学校の仮校舎

- 1958年（昭和33年）7月 ‐ 西宮市立浜脇小学校に特殊学級2学級を設置。
- 1959年（昭和34年）4月 ‐ 西宮市立西宮養護学校が浜脇小学校の仮校舎で開校。
- 1961年（昭和36年）1月 ‐ 春風町（現在地）に移転。
- 1961年（昭和36年）4月 ‐ 中学部設置。
- 1971年（昭和46年）4月 ‐ 高等部別科、訪問学級を設置。
- 1973年（昭和48年）4月 ‐ 高等部設置、高等部別科廃止
- 2019年（令和元年）8月 ‐ 建て替え工事のため、西宮市田近野町の尼崎市立尼崎養護学校（現・尼崎市立あまよう特別支援学校）旧校舎へ仮移転を行う。
- 2021年（令和3年）8月 ‐ 新校舎建設完了にて春風町に再移転。
- 2021年（令和3年）9月 ‐ 校名を西宮市立西宮支援学校に変更。

## アクセス
- 阪神電気鉄道本線久寿川駅から北へ徒歩11分。
- 阪急電鉄今津線・阪神電気鉄道本線今津駅から東へ徒歩13分[2]。